# GP Kranj
GP Kranj – jednodniowy wyścig kolarski rozgrywany w Słowenii. Start i meta wyścigu co roku znajdują się w Kranju. Jest on częścią UCI Europe Tour i posiada kategorię 1.2. Pierwsza edycja miała miejsce w 1967.

## Zwycięzcy
| Rok  | Pierwsze          | Drugie             | Trzecie          |
| ---- | ----------------- | ------------------ | ---------------- |
| 2005 | Martin Hvastija   | Drąsutis Stundžia  | Matej Stare      |
| 2006 | Boštjan Mervar    | Robert Kišerlovski | Pavel Zitta      |
| 2007 | Borut Božič       | Matej Mugerli      | Matic Strgar     |
| 2008 | Grega Bole        | Jure Kocjan        | Aldo Ino Ilešič  |
| 2009 | Gašper Švab       | Robert Vrečer      | Jauhien Sobal    |
| 2010 | Matej Gnezda      | Władimir Koew      | Oscar Gatto      |
| 2011 | Simone Ponzi      | Luka Mezgec        | Blaž Furdi       |
| 2013 | Lukas Pöstlberger | Matej Jurčo        | Kristjan Fajt    |
| 2016 | Mattia De Marchi  | Radoslav Rogina    | Simone Ravanelli |
| 2017 | Matej Mugerli     | Žiga Jerman        | Markus Eibegger  |
| 2018 | Daniel Auer       | Alessandro Pessot  | Nicolás Tivani   |
| 2019 | Marko Kump        | Paolo Totò         | Marco Cecchini   |
| 2020 | Olav Kooij        | Filippo Fortin     | Paweł Franczak   |
| 2021 | Riccardo Verza    | Felix Engelhardt   | Moran Vermeulen  |
| 2022 | Andrea Peron      | Tomáš Bárta        | Tilen Finkšt     |
| 2023 | Edoardo Zamperini | Filippo Ridolfo    | Federico Biagini |
| 2024 | Roman Ermakov     | Matteo Baseggio    | Alexandre Balmer |

Wyścig amatorski